# Communauté de communes des Trois Frontières (Moselle)
Die Communauté de communes des Trois Frontières ist ein ehemaliger französischer Gemeindeverband mit der Rechtsform einer Communauté de communes im Département Moselle in der Region Grand Est. Sie wurde am 15. September 2003 gegründet und umfasste 22 Gemeinden. Der Verwaltungssitz befand sich im Ort Rustroff.

## Historische Entwicklung
Mit Wirkung vom 1. Januar 2017 fusionierte der Gemeindeverband mit der Communauté de communes du Bouzonvillois und bildete so die Nachfolgeorganisation Communauté de communes Bouzonvillois-Trois Frontières.

## Ehemalige Mitgliedsgemeinden
1. Apach
2. Contz-les-Bains
3. Flastroff
4. Grindorff-Bizing
5. Halstroff
6. Haute-Kontz
7. Hunting
8. Kerling-lès-Sierck
9. Kirsch-lès-Sierck
10. Kirschnaumen
11. Laumesfeld
12. Launstroff
13. Manderen
14. Merschweiller
15. Montenach
16. Rémeling
17. Rettel
18. Ritzing
19. Rustroff
20. Sierck-les-Bains
21. Waldweistroff
22. Waldwisse